# Sarcinodes perakaria
Sarcinodes perakaria là một loài bướm đêm trong họ Geometridae.